# Sandro Ehrat
Sandro Ehrat (Sciaffusa, 18 aprile 1991) è un tennista svizzero inattivo dal 2022.

## Biografia
Destrimane, è allenato dal padre Juerg e ha un fratello, Fabian.
A livello juniores in singolare è riuscito a issarsi fino alla 32ª posizione del relativo ranking, grazie a diverse vittorie riportate nelle categorie U12, U14, U16 e U18.
Professionista dal 2010, è entrato nel 2013 tra i primi trecento tennisti in singolare (295º) dopo aver vinto tre titoli ITF. Più discontinuo in seguito, anche a causa di alcuni infortuni, ha ripreso a giocare a pieno ritmo nel 2018, vincendo quindi altri titoli ITF e ottenendo nello stesso anno l'inserimento nella squadra svizzera di Coppa Davis.